# Phoradendron neurophyllum
Phoradendron neurophyllum är en sandelträdsväxtart som beskrevs av Kuijt. Phoradendron neurophyllum ingår i släktet Phoradendron och familjen sandelträdsväxter. Inga underarter finns listade i Catalogue of Life.